# Diplazon quadrincisus
Diplazon quadrincisus là một loài tò vò trong họ Ichneumonidae.